# Polleniidae
Polleniidae (лат.) — семейство двукрылых из надсемейства Oestroidea, ранее рассматривалось как подсемейство каллифорид.

## Описание
Мухи среднего и мелкого размера. Окраска от жёлтой до чёрной. Основание радиальной жилки сверху без волосков. Анальная жилка не достигает края крыла.

## Биология
Личинки являются внутренними паразитами дождевых червей. Муха Pollenia rudis откладывает яйца в ходы червей. Вылупившись из яиц, опарыши находят дождевых червей, вгрызаются в них и кормятся тканями и жидкостями, не убивая. После окончания кормления оставляют червя и окукливаются в земле. После вылупления из куколки мухи Pollenia rudis в солнечный теплый день вылезают из-под земли.

## Классификация
Первоначально выделена Брауэром и Бергенштамом как обособленная группа в составе семейства калифорид и включала только один род Pollenia sensu lato. Разные авторы придавали этой группе или ранг трибы (Pollenini) или подсемейства (Polleniinae) в семействе калифорид. В 1980-х годах к этой группе добавили роды Dexopollenia, Xanthotryxus и Melanodexia. В 1991 году Рогнес перенёс к Polleniinae роды Morinia, Nesodexia.  В 2019 году на основе морфологических и молекулярно-генетических данных было обосновано повышение ранга до уровня семейства. В качестве сестринской группы к Pollenidae рассматривают тахин. В мировой фауне насчитывается 147 видов из 8 родов. Роды Anthracomyza и Nesodexia отнесены к этому семейству условно.
- Alvamaja Rognes, 2010
- Anthracomyza Malloch, 1928
- Dexopollenia Townsend, 1917
- Melanodexia Williston, 1893
- Morinia Robineau-Desvoidy, 1830
- Nesodexia Villeneuve, 1911
- Pollenia Robineau-Desvoidy, 1830
- Xanthotryxus Aldrich, 1930

## Распространение
Представители семейства встречаются в Голарктике, Афротропике, Ориентальной области, Австралии и Новой Зеландии.